# HD 168746
HD 168746 (HIP 90004 / SAO 161386 / BD-11 4606) es una estrella en la constelación de Serpens de magnitud aparente +7,95, situada en el límite de Serpens Cauda (la cola de la serpiente) con Scutum. Al ser tan tenue no es visible a simple vista, pero sí con binoculares o con pequeños telescopios. En 2002 se anunció el descubrimiento de un planeta extrasolar en órbita alrededor de esta estrella.
HD 168746 es una enana amarilla de tipo espectral G5V con una temperatura superficial de 5495 K.
Es una estrella análoga al Sol cuya luminosidad es un 10% mayor que la luminosidad solar y cuya masa estimada equivale al 92% de la masa solar. Tiene una metalicidad algo menor que la del Sol, siendo su índice de metalicidad [Fe/H] = -0,07. No hay evidencia de actividad cromosférica y se piensa que la edad de la estrella puede ser de 3750 millones de años de años. Se encuentra a 141 años luz del sistema solar.

## Sistema planetario
Alrededor de HD 168746 se ha descubierto un planeta extrasolar, denominado HD 168746 b, con una masa mínima de 0,23 veces la masa de Júpiter, o lo que es lo mismo, 0,77 veces la masa de Saturno, lo que le sitúa como uno de los planetas más pequeños descubiertos. Situado muy cerca de la estrella —apenas a 0,065 UA— completa una órbita cada 6,4 días. La temperatura superficial de equilibrio del planeta a dicha distancia es de 900 K.
| Acompañante (En orden desde la estrella) | Masa (MJ) | Período orbital (días) | Semieje mayor (UA) | Excentricidad |
| ---------------------------------------- | --------- | ---------------------- | ------------------ | ------------- |
| HD 168746 b                              | > 0,23    | 6,403 ± 0,001          | 0,065              | 0,081 ± 0,029 |